# どらン猫小鉄
『どらン猫小鉄』（どらンここてつ）は、はるき悦巳による日本の漫画作品。

## 概要
同作者の漫画『じゃりン子チエ』の主人公・竹本チエの飼い猫「小鉄」を主人公にしたスピンオフ作品。
小鉄の生まれ育ち等を描いた短編と、後に「月の輪の雷蔵」の異名を全国的に広めることになった「三途の猫街」での死闘を描いた長編を収録。
短編集『じゃりン子チエ番外篇 どらン猫小鉄奮戦記』には本作の後日譚が数話収録されている。
WEBコミックアクションにて本作の続編『帰ってきたどらン猫』シリーズを連載中。

## 収録作
必殺タマつぶしの巻
初めて眼を覚ました時、そこは大きな川の上だった。
生まれてすぐ生きるか死ぬかの経験をした小鉄の出生と、オリジナル技「必殺タマつぶし」を初めて披露する事になった「ガタロの梅若」との決闘を描く。
単行本には予・予告編として収録。
ケンカは大きらいの巻
ケンカを嫌がりながらも挑戦を受け続け、既に無類の強さを誇っていた小鉄に生活の掛かった子連れ猫が戦いを挑む。
単行本には予告編として収録。
本編
全24話からなる長編。
迷い込んだ猫は二度と生きては出られないと噂される「三途の猫街」を舞台にした若き日の小鉄の死闘。
黒澤明の『用心棒』をベースにした凄惨で狂気的なヤクザ猫達の抗争が描かれる。

### あらすじ
竹本家で気侭に暮らす飼い猫、小鉄には無数の渾名がある。「コマ落としの銀次」「石のコブシ」「ドラ猫発電機」など、ヤクザ者の犬猫が彼を見ては叫ぶその名前は小鉄の生きてきた人（猫）生が波乱に満ちていたことを示していた。そうした渾名の中でも一際著名な「月の輪の雷蔵」の所以もまた、血みどろの抗争にあった。
九州の閉山になった炭鉱町、その片隅に野良猫の楽園と言われた街「猫街銀座」があった。しかし大阪から進出したヤクザ猫の一団が賭場を開き、それに便乗した地元のヤクザ猫が利権を巡って争いを始めたことから、街は楽園から地獄へとその姿を変えてしまう。カタギの猫は生き残った僅か2匹を残していなくなり、街が「猫街銀座」から「三途の猫街」と呼び改められる様になった時、そこへふらりとやってきた一匹の野良猫。それこそが若き日の小鉄であった。
便乗していた長距離トラックの辿り着いた先で「三途の猫町」へ迷い込んだ小鉄は、そこでカタギのオヤジから2つの勢力が20本のダイナマイトを巡って冷戦状態にあることを聞かされる。大阪組組長（モヒカン）の息子が人質に取られたことで、ダイナマイトの均衡が崩れかけていることを知った小鉄は、からかい半分に抗争へと首を突っ込んで行く。
小鉄は地元のヤクザの組長・西鉄親分に取り入り、その際に名を尋ねられ、外の雷雨を見ての思いつきで「雷蔵」と名乗った。偽ダイナマイトを使ったハッタリでモヒカン親分の息子を取り戻した雷蔵は、息子を大阪組に連れて帰り、反撃を恐れた地元組がダイナマイトを使って一気に夜襲を仕掛けてくることを警告する。両者の全面衝突を狙っての行為であったが、大阪組が雷蔵の思うほど利口ではなかったために大阪組は地元組の夜襲によって壊滅してしまう。そして雷蔵もまた、燃え盛る三途の猫町に舞い戻った西鉄親分の息子（カズヒサ・フトシ）と対峙した末、カズヒサのブーメランに敗れて事務所に拉致される。
事務所で西鉄親子から拷問を受けた雷蔵は瀕死の状態に追い込まれるが、何かと雷蔵を特別視するカズヒサの思惑とフトシの慢心によって命を拾い、脱出に成功する。勘公やカタギのオヤジの手助けで追手から逃れた雷蔵は、オヤジから平和だった頃の思い出話を聞かされて、遊び半分ではなく義憤からこの街を救おうと密かに決意する。地元組は生き残った大阪組の最後の反撃により大打撃を受け、共倒れ寸前まで追い込まれるが、カズヒサによってすべて取り押さえられる。
完全に地元組の天下となった三途の猫町は父以上に残忍なカズヒサの手で、敵味方関係無しに敗者がその首を街頭に吊るされる生き地獄と化していた。オヤジも捕らえられ、最早時間がないと感じた雷蔵は戦いにケリを付けるべく街へと降りていく。

## キャラクター

### 主人公
雷蔵（のちの小鉄）
本作の主人公。物心が付いた時には川の上を流れるダンボール箱の中に居た天涯孤独の野良猫で、訳も分らぬままにヤケクソで泳いで向こう岸へ渡り切った時にはさすがに疲れていて、なんでこんなことになったのか考えようとするもなぜか悲しくて悲しくて涙がポロポロでてるうちに寝てしまったという。数年後、子猫が母猫に「お母さん」という言葉をかけているのを耳にして、初めて己の境遇を理解した。
無頼漢な野良猫として幾多のヤクザな猫と決闘を繰り返しては勝利し、その勇名を広げた。最初の内は若さもあって（本人曰く「『漢』という言葉に幻想を感じる年頃だった」）そうした戦いを楽しんでいたが、次第に際限なく続く争い事に嫌気が差し、戦いを避けて各地を放浪する様になる。

### カタギ猫
オヤジ
この街で唯一正気を保っていると言える猫。拍子木で戦いの始まりと終わりを知らせるのが仕事であり、死体片付けを任されている勘公と共に辛うじて生き長らえている。初めは大阪出身である小鉄を嫌っていたが、やがて命を賭けて戦う小鉄の姿を見て何かと協力する様になる。フトシを煽ててカズヒサのブーメランの型を盗むが露見し、九州組に拉致され、人質として捕らえられてしまう。
勘公
桶屋。争いが起きてからというもの無尽蔵に増える死体のために棺桶を作り続けていた。だが激務の中で精神的に追い詰められ、遂には発狂し自らの頭に五寸釘を打ち込んでしまう。物語の後半、カズヒサの拷問で完全に釘を打ち込まれるがそれで結果的に正気に戻ったらしく、小鉄に街の惨状を伝える。

### 大阪組
モヒカン親分
猫街銀座の噂を聞きつけ、大阪から兵隊を引き連れて乗り込んだヤクザ猫の組長。その名が示す通り、顔の毛をモヒカンの様に剃り込んでいる。ジャズとコーヒーが好き。
カブの賭場を開いて街の金を貪っていたが、利権の横取りを狙った九州組と対立し抗争に至る。柄の悪い関西弁を使う血気盛んな男だが、血の気の多さを通り越して異常とも言える西鉄には少し押され気味。都会生まれであることに強い誇りを抱いており、地元の猫を田舎出と見下している。
大阪組壊滅後は西鉄の田舎コンプレックスを生かした陽動作戦で九州組に一矢報いるが、カズヒサに敗れて街頭に首を吊るされる。
又八
人質に取られているモヒカン親分の息子。「血時計」という逆さ吊りの拷問に遭う。最終的に生き残り、小鉄の子分となってついて行こうとするが、面罵されて留まる。拍子木のオヤジや勘公に引き取られ、猫街銀座の復興に関わったと思われる。

### 九州組
西鉄親分
地元、九州組の組長。今はなき西鉄ライオンズの熱狂的なファンの子として育てられた。狂信的なまでに西鉄ライオンズを崇拝している。
その忠誠心を示すべく己の額に西鉄のイニシャルであるNLの文字を焼印で刻み、野球のヘルメットを模して自ら耳を切り落としたという異常な経歴を持つ。また身に纏う衣装は西鉄全盛期のエースピッチャー、稲尾和久の使っていたストッキングである。性格は凶暴かつ卑劣、小心者でありながら狂気的で、行動や風貌のすべてが異常そのものであり、正に「三途の猫街」の体現者とも言える。
イヨマンテ
西鉄親分の忠実な部下。バンダナを巻き、ハンマーを持ち歩いている。
他のヤクザ猫達を指揮する立場にあり、西鉄親分の息子であるカズヒサとフトシをボン（坊っちゃんの意）と呼ぶ。西鉄親分に「おまえの好きな火祭り」「おまえの国民歌謡をきかせてくれ」と言われるシーンがあるが、これは名前の由来である歌謡曲「イヨマンテの夜」のこと。実際のアイヌ人の祭「イヨマンテ」では火祭りはあまり行わなれない。
フトシ
西鉄親分の次男。名の由来は中西太から。父親以上に大柄な体格で、父親同様に耳がない。
生まれてから誕生日を迎える間もなく父親に耳を切り取られ、兄のカズヒサと共に脱走。物語中盤でカズヒサと共に帰郷し、父親とも和解した。根が単純で素直な性格だが、父親譲りの凶暴さはしっかりと受け継がれており、相手を痛めつける事に全く容赦がない。必殺技は「脳天崩しオランダ風車」。この技でカンガルーの親子を何匹も殺したという。
カズヒサ
西鉄親分の長男。名の由来は稲尾和久から。帽子を深めにかぶり、不気味な雰囲気を漂わせている。
子供の頃、父親にNLの焼印を入れられそうになって家出し、神戸港からオーストラリア行きの貨物船に乗って脱走。現地でブーメランの存在を知って自分の武器とした。父の元へ帰るに当たり、父に倣って耳を切り、頭にナイフでNLのイニシャルを入れた。父と和解後は九州組の若親分となり、冷静な判断力で父の手助けをする。終盤には父以上の残忍さを見せ、町を恐怖に陥れた。何かと雷蔵に執着し、自身の手で決着を付けたがっている。
今まで一人ぼっちで生きてきた雷蔵に自身の境遇を重ね、共感を求めていたが、身内がいない雷蔵には身内がいるのに孤独を感じているカズヒサに共感できず、最後には自身の孤独と狂気の根源が父親にあることに気付き、父を非難しながら理解を求めたが、最後まで父の理解は得られず、共に自爆して果てた。

## 関連作品
- じゃりン子チエ
- じゃりン子チエ番外篇 どらン猫小鉄 奮戦記
- 帰ってきたどらン猫
- 帰ってきたどらン猫2
- 帰ってきたどらン猫3